# Джаффри, Саид
Саид Джаффри (англ. Saeed Jaffrey, в.-пандж. ਸਈਦ ਜਾਫ਼ਰੀ, урду سعید جعفری‎; хинди सईद जाफ़री; 8 января 1929 — 15 ноября 2015) — индийский и британский актёр. В течение своей карьеры, насчитывающей шесть десятилетий, снялся в более чем полутора сотнях британских, американских и индийских фильмов и сериалов. Вписан в Книгу рекордов Гиннесса как единственный индийский актер, принявший участие в 18 международных кинопроектах. Лауреат Filmfare Award за лучшую мужскую роль второго плана, офицер ордена Британской империи (OBE). Посмертно награждён индийским правительством орденом Падма Шри.

## Биография
Саид родился в городке Малеркотла в семье мусульман-панджабцев Хамида Хуссейна Джаффри и Хадии Бегум. Его отец был врачом и чиновником министерства здравоохранения в штате Уттар-Прадеш, поэтому семья часто переезжала. Саид сменил несколько разных школ, в которых преподавали на урду, хинди или английском, что позволило ему выучить все три языка.
В 1945 году он поступил в Аллахабадский университет, где получил степень бакалавра искусств в 1948 году и степень магистра истории — в 1950.
В 1951 году после окончания обучения Джаффри собирался начать работать преподавателем английского языка в престижном интернате, но перед этим решил совершить поездку в Дели. Там он узнал, что Всеиндийское радио ищет англоязычных дикторов, прошёл пробы и был принят, в кратчайшие сроки начав писать рассказы, монологи и пьесы для радиоэфира.
В тот же год он основал свою театральную компанию Unity Theatre, ставившую пьесы таких драматургов, как Шекспир, Оскар Уайльд, Джон Пристли и Теннесси Уильямс.
Благодаря ей, в 1954 году он встретил актрису Мадхур Бахадур и влюбился в неё без памяти.
Восторженные рецензии на его игру позволили ему стать фулбрайтовским стипендиатом, благодаря чему он смог изучать актёрское мастерство в Королевской академии драматического искусства и получить степень магистра в области драмы в Католическом университете Америки в 1957 году.
Позднее в США к нему присоединилась Мадхур, и они поженились в 1958 году.
В Америке подрабатывал в Государственном туристическом офисе Индии вплоть до 1961 года, а затем устроился на радиостанцию WQXR-FM. Он также продолжал играть а американских театрах до 1964 года.
В 1962 году благодаря своему таланту он стал первым индийцем, который сыграл главную роль на Бродвее, появившись в качестве профессора Годбоула в пьесе «Поездка в Индию». В 1965 году ему была предложена роль бога Брахмы в пьесе «Kindly Monkeys» Артс-театра в Лондоне. Его исполнение вызвало положительные отзывы и принесло ему предложение работы от BBC World Service.
К этому времени их брак с Мадхур пришёл в разлад из-за его неверности, и она вместе с их тремя дочерьми Зией (род. 1959), Мирой (род. 1960) и Сакиной (род. 1962) вернулась к родителям в Дели. Саид же переселился в Великобританию. Чтобы платить по счетам, он устроился продавцом-консультантом в Harrods. Продолжая играть в театре в Лондоне, он стал первым индийцем, который получил главную роль в театре Уэст-Энда, сыграв пакистанского фотографа в постановке «On A Foggy Day» в 1968 году.
Свою первую роль в кино Джаффри сыграл в фильме Исмаила Мерчанта The Guru 1969 года. Однако удача улыбнулась ему только когда он, снимаясь в «Заговоре Уилби», познакомился с Майклом Кейном, который затем предложил Джону Хьюстону взять Джаффри в фильм «Человек, который хотел стать королём» (1975). Роль переводчика, помогающего двум бывшим британским солдатам в Индии, стала для него прорывом, а его имя впервые напечатали на постере, сразу за именами Шона Коннери и Майкла Кейна.
Спустя два года Джаффри появился на экране в своём первом индийском фильме — «Шахматистах» знаменитого бенгальского режиссёра Сатьяджита Рая. В Болливуде он стал специализироваться на ролях эксцентричных дядюшек и богатых отцов.
В 1980 году Джаффри женился на Дженнифер Соррелла, которая была его агентом.
В 1995 году Джеффри был награжден Орденом Британской империи (ВТО) за его вклад в драматургию. Помимо ролей в кино и театре, Джаффри перевел и записал сотни пьес на хинди, урду и английском для BBC World Service. Так, в 1997 году в пьесе «A Suitable Boy» он в одиночку озвучил 86 персонажей.

## Избранная фильмография
- 1975 — Человек, который хотел стать королём
- 1977 — Шахматисты
- 1978 — Смерть на Ниле
- 1982 — Ганди
- 1984 — Поездка в Индию
- 1985 — Ганг, твои воды замутились
- 1985 — Моя прекрасная прачечная
- 1987 — Родной ребёнок
- 1988 — Герой Хиралал
- 1988 — Душители
- 1988 — Жажда мести
- 1989 — Чёрный принц Аджуба (СССР, Индия)
- 1990 — Кишан и Канхайя
- 1991 — Хенна
- 1992 — Сурьяванши
- 1992 — Решение
- 1994 — С любовью не шутят
- 1995 — Самоотверженная любовь
- 1995 — Героический конец
- 1995 — Три брата
- 1996 — Индийский наследник английской семьи
- 1997 — Муки любви
- 1998 — Когда влюбляешься